# عزام الخليفة
عزام الخليفة مواليد 1998، هو لاعب كرة قدم سعودي يلعب في نادي القارة.

## الأندية
كانت بداياته مع نادي الروضة و كان عليه خلاف بين نادي الهلال ونادي النصر، ولكن لم تنجح الصفقة للناديين.

## مسيرة اللاعب بالأرقام
آخر تحديث 05 أكتوبر 2020.
| البطولة                            | الفريق      | مباريات | أهداف | بطاقة صفراء | بطاقة حمراء |
| ---------------------------------- | ----------- | ------- | ----- | ----------- | ----------- |
| دوري الدرجة الثالثة السعودي 17/16  | نادي الروضة | 3       | 3     | 0           | 0           |
| ادوري الدرجة الثانية السعودي 18/17 | نادي الروضة | 10      | 2     | 0           | 0           |

## انجارات فردية
حيث حقق لقب هداف الدوري برصيد 9 أهداف في دوري أندية مكتب الأحساء للدرجة الثالثة لكرة القدم.

## انظر ايضاً
- عبدالإله الغلاب
- إبراهيم الدندن
- عبدالله العواص